# Yuushatachi
Singles de Miliyah Katō
Last Love
(2010) Desire / Baby!Baby!Baby!
(2011)
Yuushatachi est le 19e single de Miliyah Katō, sorti sous le label Mastersix Foundation le 16 mars 2011 au Japon. Il arrive 8e à l'Oricon. Il se vend à 6 178 exemplaires la première semaine et reste classé 6 semaines pour un total de 11 076 exemplaires vendus. Yuushatachi se trouve sur l'album True Lovers.

## Liste des titres
| 1. | Yuushatachi (勇者たち)                | 6:16 |
| 2. | Sign                                  | 4:53 |
| 3. | Wara no Inu (わらの犬)                | 4:53 |
| 4. | Yuushatachi (Instrumental) (勇者たち) | 6:15 |

| 1. | Bye Bye    |  |
| 2. | Why        |  |
| 3. | I miss you |  |